# Lapazina fuscipennis
Lapazina fuscipennis är en skalbaggsart som först beskrevs av Bates 1881.  Lapazina fuscipennis ingår i släktet Lapazina och familjen långhorningar. Inga underarter finns listade i Catalogue of Life.